# Stenothemus annapurnensis
Stenothemus annapurnensis es una especie de coleóptero de la familia Cantharidae.

## Distribución geográfica
Habita en Nepal.